# Abrochia pelopia
Abrochia pelopia là một loài bướm đêm thuộc phân họ Arctiinae, họ Erebidae.